# Danh sách chuyến lưu diễn solo của Big Bang
Dưới đây là danh sách các chuyến lưu diễn âm nhạc độc lập của các thành viên ban nhạc nam Hàn Quốc Big Bang.

## Daesung

### D'slove 2014 in Japan
D'slove 2014 in Japan là chuyến lưu diễn thứ hai tại Nhật của Daesung.

#### Ngày diễn
| Ngày                | Thành phố | Địa điểm                           | Số khán giả |
| ------------------- | --------- | ---------------------------------- | ----------- |
| 11 tháng 6 năm 2014 | Yokohama  | Yokohama Arena                     | —           |
| 12 tháng 6 năm 2014 | Yokohama  | Yokohama Arena                     | —           |
| 19 tháng 6 năm 2014 | Kobe      | World Memorial Hall                | —           |
| 21 tháng 6 năm 2014 | Kobe      | World Memorial Hall                | —           |
| 22 tháng 6 năm 2014 | Kobe      | World Memorial Hall                | —           |
| 24 tháng 6 năm 2014 | Fukuoka   | Fukuoka Convention Center          | —           |
| 26 tháng 6 năm 2014 | Osaka     | Hội trường Osaka-jō                | —           |
| 27 tháng 6 năm 2014 | Osaka     | Hội trường Osaka-jō                | —           |
| 28 tháng 6 năm 2014 | Sendai    | Xebio Arena                        | —           |
| 29 tháng 6 năm 2014 | Sendai    | Xebio Arena                        | —           |
| 5 tháng 7 năm 2014  | Sapporo   | Hokkaido Prefectural Sports Center | —           |
| 12 tháng 7 năm 2014 | Nagoya    | Nippon Gaishi Hall                 | —           |
| 13 tháng 7 năm 2014 | Nagoya    | Nippon Gaishi Hall                 | —           |
| 17 tháng 7 năm 2014 | Tokyo     | Nippon Budokan                     | —           |
| 18 tháng 7 năm 2014 | Tokyo     | Nippon Budokan                     | —           |
| 26 tháng 7 năm 2014 | Osaka     | Hội trường Osaka-jō                | —           |
| 27 tháng 7 năm 2014 | Osaka     | Hội trường Osaka-jō                | —           |
| Tổng                | Tổng      | Tổng                               | 170.000     |

## G-Dragon

### G-Dragon 2013 World Tour: One of a Kind
G-Dragon 2013 World Tour: One of a Kind Tour là tour diễn thế giới đầu tiên của G-Dragon, đi qua 9 quốc gia và 13 thành phố trong năm 2013.

#### Bối cảnh
Vào ngày 14 tháng 1 năm 2013, YG Entertainment thông báo rằng G-Dragon sẽ tổ chức tour diễn thế giới đầu tiên của anh. Quá trình sản xuất của các buổi diễn tiêu tốn trên 3,5 triệu đôla Mỹ, lớn nhất trong lịch sử giải trí Hàn Quốc. Chuyến lưu diễn được điều khiển bởi moọt trong những đội ngũ tốt nhất thế giới bao gồm: đạo diễn Travis Payne, người từng làm việc với Michael Jackson trong chuyến lưu diễn This Is It, đóng vai trò biên đạo và nhà phát triển sáng tạo; Thiết kế sân khấu được đảm nhiệm bởi Michael Cotten, người thiết kế sân khấu tại Super Bowl, Thế vận hội và tour thế giới của Michael Jackson.

#### Đón nhận
Running Into The Sun khen ngợi sự đa dạng của buổi diễn và cho rằng G-Dragon "có thể tạo ra 'tiếng nổ' của riêng anh trên sân khấu". ENewsWorld nhận xét G-Dragon quả thực "có một không hai" và "anh thể hiện phong cách và cá tính của riêng mình từ đầu đến cuối.". Billboard so sánh G-Dragon với Michael Jackson, nhận xét rằng anh trình diễn ngoạn mục giống như Vua nhạc Pop hay Lady Gaga. Tại Nhật Bản, G-Dragon trở thành nghệ sĩ solo Hàn Quốc đầu tiên tổ chức các buổi hòa nhạc tại bốn sân vận động mái vòm của Nhật.

#### Khách mời
- Big Bang
- 2NE1[11]
- Tablo
- Lee Hi[12]

#### Ngày diễn
| Ngày                | Thành phố    | Quốc gia   | Địa điểm                            | Số khán giả |
| ------------------- | ------------ | ---------- | ----------------------------------- | ----------- |
| 30 tháng 3 năm 2013 | Seoul        | Hàn Quốc   | Nhà thi đấu Thể dục dụng cụ Olympic | 26.000      |
| 31 tháng 3 năm 2013 | Seoul        | Hàn Quốc   | Nhà thi đấu Thể dục dụng cụ Olympic | 26.000      |
| 6 tháng 4 năm 2013  | Fukuoka      | Nhật Bản   | Fukuoka Dome                        | 50.000      |
| 20 tháng 4 năm 2013 | Saitama      | Nhật Bản   | Seibu Dome                          | 80.000      |
| 21 tháng 4 năm 2013 | Saitama      | Nhật Bản   | Seibu Dome                          | 80.000      |
| 27 tháng 4 năm 2013 | Osaka        | Nhật Bản   | Osaka Dome                          | 150.000     |
| 28 tháng 4 năm 2013 | Osaka        | Nhật Bản   | Osaka Dome                          | 150.000     |
| 29 tháng 4 năm 2013 | Osaka        | Nhật Bản   | Osaka Dome                          | 150.000     |
| 4 tháng 5 năm 2013  | Bắc Kinh     | Trung Quốc | Trung tâm MasterCard                | 20.000      |
| 5 tháng 5 năm 2013  | Bắc Kinh     | Trung Quốc | Trung tâm MasterCard                | 20.000      |
| 9 tháng 5 năm 2013  | Đài Bắc      | Đài Loan   | Nhà thi đấu Đài Bắc                 | 26.000      |
| 10 tháng 5 năm 2013 | Đài Bắc      | Đài Loan   | Nhà thi đấu Đài Bắc                 | 26.000      |
| 7 tháng 5 năm 2013  | Hồng Kông    | Hồng Kông  | AsiaWorld–Expo                      | 23.000      |
| 18 tháng 5 năm 2013 | Hồng Kông    | Hồng Kông  | AsiaWorld–Expo                      | 23.000      |
| 25 tháng 5 năm 2013 | Thượng Hải   | Trung Quốc | Mercedes-Benz Arena                 | 20.000      |
| 26 tháng 5 năm 2013 | Thượng Hải   | Trung Quốc | Mercedes-Benz Arena                 | 20.000      |
| 1 tháng 6 năm 2013  | Nagoya       | Nhật Bản   | Nagoya Dome                         | 81.000      |
| 2 tháng 6 năm 2013  | Nagoya       | Nhật Bản   | Nagoya Dome                         | 81.000      |
| 7 tháng 6 năm 2013  | Băng Cốc     | Thái Lan   | Impact Arena                        | 20.000      |
| 8 tháng 6 năm 2013  | Băng Cốc     | Thái Lan   | Impact Arena                        | 20.000      |
| 15 tháng 6 năm 2013 | Jakarta      | Indonesia  | Sân vận động Quốc tế Mata Elang     | 26.000      |
| 16 tháng 6 năm 2013 | Jakarta      | Indonesia  | Sân vận động Quốc tế Mata Elang     | 26.000      |
| 22 tháng 6 năm 2013 | Kuala Lumpur | Malaysia   | Sân vận động Quốc gia Bukit Jalil   | 28.000      |
| 29 tháng 6 năm 2013 | Kallang      | Singapore  | Sân vận động trong nhà Singapore    | 20.000      |
| 30 tháng 6 năm 2013 | Kallang      | Singapore  | Sân vận động trong nhà Singapore    | 20.000      |
| 31 tháng 8 năm 2013 | Seoul        | Hàn Quốc   | Nhà thi đấu Thể dục dụng cụ Olympic | 40.000      |
| 1 tháng 9 năm 2013  | Seoul        | Hàn Quốc   | Nhà thi đấu Thể dục dụng cụ Olympic | 40.000      |
| Tổng                | Tổng         | Tổng       | Tổng                                | 570.000     |

## Taeyang

### Taeyang Rise Tour
Rise Tour là chuyến lưu diễn thế giới đầu tiên của Taeyang, đi qua 9 quốc gia và 16 thành phố từ năm 2014 đến 2015 nhằm quảng bá cho album phòng thu thứ hai RISE.

#### Ngày diễn
| Ngày                 | Thành phố      | Quốc gia   | Địa điểm                          | Số khán giả |
| -------------------- | -------------- | ---------- | --------------------------------- | ----------- |
| 12 tháng 8 năm 2014  | Osaka          | Nhật Bản   | Trung tâm Hội nghị Quốc tế Osaka  | 90.000      |
| 13 tháng 8 năm 2014  | Osaka          | Nhật Bản   | Trung tâm Hội nghị Quốc tế Osaka  | 90.000      |
| 17 tháng 8 năm 2014  | Yokohama       | Nhật Bản   | Pacifico Yokohama                 | 90.000      |
| 18 tháng 8 năm 2014  | Yokohama       | Nhật Bản   | Pacifico Yokohama                 | 90.000      |
| 20,tháng 8 năm 2014  | Kobe           | Nhật Bản   | Kobe International House          | 90.000      |
| 21 tháng 8 năm 2014  | Kobe           | Nhật Bản   | Kobe International House          | 90.000      |
| 23 tháng 8 năm 2014  | Fukuoka        | Nhật Bản   | Fukuoka Sunpalace                 | 90.000      |
| 24 tháng 8 năm 2014  | Fukuoka        | Nhật Bản   | Fukuoka Sunpalace                 | 90.000      |
| 26 tháng 8 năm 2014  | Hamamatsu      | Nhật Bản   | Hamamatsu Act City                | 90.000      |
| 27 tháng 8 năm 2014  | Tokyo          | Nhật Bản   | Tokyo International Forum         | 90.000      |
| 1 tháng 9 năm 2014   | Yokohama       | Nhật Bản   | Pacifico Yokohama                 | 90.000      |
| 3 tháng 9 năm 2014   | Osaka          | Nhật Bản   | Hội trường Osaka-jō               | 90.000      |
| 4 tháng 9 năm 2014   | Osaka          | Nhật Bản   | Hội trường Osaka-jō               | 90.000      |
| 10 tháng 10 năm 2014 | Seoul          | Hàn Quốc   | Hội trường Olympic Seoul          | 22.000      |
| 11 tháng 10 năm 2014 | Seoul          | Hàn Quốc   | Hội trường Olympic Seoul          | 22.000      |
| 12 tháng 10 năm 2014 | Seoul          | Hàn Quốc   | Hội trường Olympic Seoul          | 22.000      |
| 10 tháng 1 năm 2015  | Xích Liệp Giác | Hồng Kông  | AsiaWorld-Expo Hall 10            | 7.000       |
| 24 tháng 1 năm 2015  | Thượng Hải     | Trung Quốc | Sân vận động trong nhà Thượng Hải | 10.000      |
| 28 tháng 1 năm 2015  | Quảng Châu     | Trung Quốc | Nhà thi đấu Quảng Châu            | 3.000       |
| 31 tháng 1 năm 2015  | Bắc Kinh       | Trung Quốc | Trung tâm triển lãm Bắc Kinh      | 8.000       |
| 7 tháng 2 năm 2015   | Kuala Lumpur   | Malaysia   | Sân vận động Negara               | 5.000       |
| 8 tháng 2 năm 2015   | Changi         | Singapore  | Singapore Expo                    | 4.200       |
| 14 tháng 2 năm 2015  | Jakarta        | Indonesia  | Tennis Indoor Senayan             | 8.000       |
| 21 tháng 2 năm 2015  | Băng Cốc       | Thái Lan   | Thunder Dome                      | 10.000      |
| 1 tháng 3 năm 2015   | Đài Bắc        | Đài Loan   | TPEC Gymnasium                    | 10.000      |
| Tổng                 | Tổng           | Tổng       | Tổng                              | 190.000     |